# Peter Josef von Kofler
Peter Josef von Kofler (Ruffré-Mendola, 29 luglio 1700 – Vienna, 26 maggio 1764) è stato un magistrato e politico austriaco che fu sindaco a Vienna attorno alla metà del Settecento.
Nacque da Jakob Kofler a Ruffré, un piccolo paese dell'Alta Val di Non a cavallo tra Bolzano e Trento, studiò giurisprudenza presso l'Università di Vienna, dove conseguì il grado accademico di dottore in diritto. Nel 1731 fu eletto membro del tribunale cittadino. Qui fece una rapida e brillante carriera. Nel 1737 fu nominato Giudice della città e dopo quattro anni di attività svolta in questo ambìto compito fu scelto come sindaco (borgomastro) e confermato in questa funzione da Maria Teresa, imperatrice d'Austria. Mantenne la carica fino alla sua morte, nel 1764.